# 1987-es sakkvilágbajnokság
 Ez a cikk a sakkjátszmák algebrai lejegyzését alkalmazza.
Az 1987-es sakkvilágbajnokság versenysorozata zónaversenyekből, zónaközi döntőkből, a világbajnokjelöltek körmérkőzéséből és párosmérkőzéses rendszerű egyenes kieséses versenyéből, valamint a világbajnoki döntőből állt. A döntő a világbajnokjelöltek versenyének döntőjében győztes Anatolij Karpov és a regnáló világbajnok szovjet Garri Kaszparov között zajlott. A versenyt a spanyolországi Sevillában vívták 1987. október 12. – december 19. között. Ez volt a két versenyző negyedik összecsapása a világbajnoki címért. A párosmérkőzés 12–12 arányú döntetlennel ért véget, és a szabályok alapján Garri Kaszparov ezzel ismét megvédte világbajnoki címét.

## Előzmények
Garri Kaszparov az 1985-ös sakkvilágbajnokságon hódította el a világbajnoki címet Anatolij Karpovtól, miután a megismételt világbajnoki döntőben 13–11-re győzött. Az 1986-ban rendezett visszavágó mérkőzésen Kaszparov 12,5–11,5 arányban győzött, és megvédte címét. A visszavágó egyik feltételeként a mérkőzés vesztesének a már zajló 1984–87-es világbajnoksági ciklusba csak a versenysorozat végén kellett bekapcsolódnia, és a világbajnokjelöltek versenyének győztesével kellett játszania a világbajnok kihívásának lehetőségéért.

### A zónaversenyek
Az európai 1. zóna versenyét három csoportban rendezték. Az 1/A zónából az első két helyezett, az 1/b és 1/C zónából a győztes szerzett kvalifikációt.
1/A. zónaBrighton (Anglia)
1984. december 12–20. között a dél-angliai Brightonban rendezték az európai zóna 1/A csoportjának versenyét. Az élen holtversenyben végzett két angol versenyző: Jon Speelman és Nigel Short. Ők jutottak tovább a zónaközi versenybe.
1/B. zónaMontpellier (Franciaország)
1985. március 8–20. között a franciaországi Montpellier-ben rendezték az európai zóna 1/B csoportjának versenyét. A győzelmet a holland Van der Wiel szerezte meg, aki ezzel kvalifikálta magát a zónaközi versenybe.
1/C. zónaCasteldefells (Spanyolország)
1985. március 3–13. között Spanyolországban, a Barcelona melletti Casteldefellsben rendezték az európai zóna 1/C csoportjának versenyét. Az élen holtversenyben végzett a spanyol Martin Gonzalez és a portugál Fernandes. A rájátszásban Martin Gonzalez 3–0 arányban győzött, és ő jutott tovább a zónaközi döntőbe.
Az európai 2. zóna versenyét is három csoportban rendezték meg, amelyek mindegyikéből az első helyezett kvalifikálta magát a zónaközi versenyre, és a két legjobb második helyezett rájátszásban döntött a negyedik továbbjutó hely sorsáról.
2/A. zónaBeér-Seva (Izrael)
Az európai zóna 2/A. csoportjának versenyét 1985. februárban az izraeli Beér-Sevában rendezték. A versenyt az izraeli Gutman nyerte, aki ezzel továbbjutott a zónaközi versenyre.
2/B. zónaGausdal (Norvégia)
Az európai zóna 2/B. csoportjának versenyét 1985. januárban a norvégiai Gausdalban rendezték. A versenyt holtversenyben nyerte a norvég Agdestein és az izlandi Petursson. A rájátszás során Agdestein győzött. Petursson a 2/A zóna második helyezettjével, az izraeli Shvidlerrel játszhatott még a továbbjutásért. A mérkőzést elvesztette, de Shvidler később visszalépett a további versenyzéstől, így Petursson is kvalifikációt szerzett a zónaközi versenyre
2/S. zónaZürich (Svájc)
Az európai zóna 2/S. csoportjának versenyét 1984. decemberben a svájci Zürichben rendezték. A versenyt a svájci színekben szereplő, korábban román állampolgár Charles Partos nyerte, aki ezzel továbbjutott a zónaközi versenyre.
3. zónaPrága (Csehszlovákia)
Az európai harmadik zóna versenyének 1985. február 1–22. között Prága adott otthont. A 18 résztvevő teljes körmérkőzést játszott, és ebből a zónából öt versenyző kvalifikálhatta magát a zónaközi versenyre. Az első három helyen holtversenyben végzett a magyar Pintér József, a csehszlovák Jansa és a román Şubă. A 4–6. helyen ugyancsak holtverseny alakult ki a bolgár Ermenkov, a lengyel Schmidt és a csehszlovák Prandstetter között. A rájátszás után Schmidt és Prandstetter kvalifikálták magukat a zónaközi versenyre.
4. zónaRiga (Szovjetunió)
Az 52. szovjet sakkbajnokság egyben zónaversenynek számított, amelyre 1985. január 22. – február 19. között Rigában került sor. A versenyen hárman végeztek holtversenyben az élen: Viktor Gavrikov, Mihail Gurevics és Alekszandr Csernyin. Ők hárman jutottak tovább a zónaközi versenyre, ahol rajtuk kívül a Szovjetunió képviseletében még elindulhatott az előző világbajnokjelölti versenyben elért eredménye alapján Alekszandr Beljavszkij, valamint Élő-pontszámuk alapján Rafael Vaganjan, Lev Polugajevszkij, Mihail Tal, Oleg Romanyisin és Artur Juszupov.
5. zónaKavála (Görögország)
Az európai ötödik zóna versenyére 1985. januárban a görögországi Kaválában került sor, amelyről az első két helyezett, a jugoszláv Cebalo és Nikolic kvalifikálta magát a zónaközi versenyre.
6. zónaBerkeley, az Egyesült Államok bajnoksága
Az 1984. július 9–30. között a kaliforniai Berkeley-ben rendezett 30. USA-bajnokság egyúttal a világbajnokság zónaversenyének számított, amelyről három versenyző juthatott tovább. A győzelmet Alburt szerezte meg deFirmian előtt. A 3–6. helyen holtverseny keletkezett Dlugy, Fedorowiz, Seirawan és Tarjan között. Rájátszásra csak Dlugy és Fedorowicz között került sor, mert Seirawan az előző világbajnoki ciklusban elért eredménye alapján már kvalifikációt kapott, Tarjan pedig visszavonult a sakkozástól. A rájátszást Dlugy nyerte, így ő is továbbjutott. Rajtuk kívül az Élő-pontszáma alapján Walter Browne is indulhatott a zónaközi versenyen.
7. zónaOttawa (Kanada)
Az 1984. július 6–20. között rendezett 64. Kanada-bajnokság egyben zónaversenynek számított, amelyről egy versenyző juthatott tovább. A győzelmet Kevin Spraggett szerezte meg.
8. zónaCaracas (Venezuela)
A közép-amerikai zóna versenyére 1985. februárban a venezuelai Caracasban került sor. Az élen holtverseny alakult ki a kubai Amador Rodríguez és a kolumbiai Alonso Zapata között. A rájátszás eredményeként a kubai versenyző jutott tovább.
9. zónaCorrientes (Argentína)
Az 1985. februárban rendezett dél-amerikai zónaversenyről két versenyző juthatott tovább. Az első-második helyen holtversenyben végzett az argentin Quinteros és a chilei Morovic, akik ezzel kvalifikálták magukat a zónaközi versenyre.
10. zónaDubaj (Egyesült Arab Emírségek)
A nyugat-ázsiai zóna versenyét 1985. január 17. – február 6. között rendezték az Egyesült Arab Emírségekben, Dubajban. A 20 indulót két csoportba osztották, és a két csoport első öt-öt helyezettje játszotta a verseny második szakaszát, amelyben az egymás elleni korábbi eredményeket magukkal vitték. A versenyt az Egyesült Arab Emírségek nagy reménysége, az 1982-es U16 ifjúsági sakkvilágbajnokság ezüstérmese és az 1983-as U20 junior sakkvilágbajnokság bronzérmese, Saeed Ahmed Saeed nyerte.
11. zónaLaoag (Fülöp-szigetek)
A délkelet-Ázsiát és Óceániát magába foglaló 11. zóna versenyének Laoag adott otthont 1985. márciusban. A versenyen résztvevő versenyzőket két csoportba osztották, majd mindkét csoportból az első hat helyezett jutott a 12 fős döntőbe, amelyből ketten juthattak tovább a zónaközi döntőbe. Ez két kínai versenyzőnek, Csi Csinghszü-annak és Li Zuni-annak sikerült.
12. zónaTripoli (Líbia)
Az afrikai zónát a tunéziai Bouaziz nyerte, így ő szerzett jogot a zónaközi versenyen indulásra. Az ebbe a zónába tartozó tunéziai Hmadi a rendezők szabadkártyájával indulhatott a tuniszi zónaközi versenyen.

### Zónaközi versenyek
Három zónaközi versenyt rendeztek, amelyek mindegyikéből négyen jutottak a világbajnokjelöltek versenyének szakaszába.
|    | Versenyző              | Ország                    | Élő-p. | 1 | 2 | 3 | 4 | 5 | 6 | 7 | 8 | 9 | 10 | 11 | 12 | 13 | 14 | 15 | 16 | 17 | Pont | S–B[4] |
| -- | ---------------------- | ------------------------- | ------ | - | - | - | - | - | - | - | - | - | -- | -- | -- | -- | -- | -- | -- | -- | ---- | ------ |
| 1  | Artur Juszupov         | Szovjetunió               | 2590   | - | ½ | 1 | 1 | ½ | ½ | 1 | ½ | ½ | ½  | ½  | 1  | 1  | ½  | 1  | ½  | 1  | 11½  |        |
| 2  | Alekszandr Beljavszkij | Szovjetunió               | 2635   | ½ | - | ½ | ½ | 1 | ½ | ½ | 1 | 1 | ½  | ½  | 1  | 0  | ½  | 1  | 1  | 1  | 11   |        |
| 3  | Portisch Lajos         | Magyarország              | 2635   | 0 | ½ | - | ½ | 1 | ½ | ½ | ½ | ½ | ½  | 1  | ½  | 1  | ½  | ½  | 1  | 1  | 10½  |        |
| 4  | Viktor Gavrikov        | Szovjetunió               | 2550   | 0 | ½ | ½ | - | ½ | 0 | ½ | ½ | 1 | ½  | 1  | ½  | ½  | 1  | ½  | 1  | 1  | 9½   | 66.75  |
| 5  | Alekszandr Csernyin    | Szovjetunió               | 2495   | ½ | 0 | 0 | ½ | - | ½ | ½ | 1 | 0 | ½  | ½  | 1  | ½  | 1  | 1  | 1  | 1  | 9½   | 65.75  |
| 6  | Vlastimil Hort         | Csehszlovákia             | 2560   | ½ | ½ | ½ | 1 | ½ | - | ½ | ½ | 0 | ½  | ½  | ½  | ½  | 1  | 0  | 1  | 1  | 9    | 66.25  |
| 7  | Gennadi Sosonko        | Hollandia                 | 2535   | 0 | ½ | ½ | ½ | ½ | ½ | - | ½ | ½ | ½  | ½  | ½  | ½  | ½  | 1  | 1  | 1  | 9    | 63.25  |
| 8  | Maxim Dlugy            | Amerikai Egyesült Államok | 2485   | ½ | 0 | ½ | ½ | 0 | ½ | ½ | - | ½ | ½  | 1  | ½  | ½  | 1  | ½  | 1  | 1  | 9    | 62.75  |
| 9  | Nick de Firmian        | Amerikai Egyesült Államok | 2540   | ½ | 0 | ½ | 0 | 1 | 1 | ½ | ½ | - | 1  | 0  | ½  | ½  | 1  | 0  | ½  | 1  | 8½   |        |
| 10 | Predrag Nikolić        | Jugoszlávia               | 2575   | ½ | ½ | ½ | ½ | ½ | ½ | ½ | ½ | 0 | -  | 1  | 0  | ½  | 0  | ½  | 1  | 1  | 8    | 58.75  |
| 11 | Mihai Șubă             | Románia                   | 2465   | ½ | ½ | 0 | 0 | ½ | ½ | ½ | 0 | 1 | 0  | -  | 0  | 1  | ½  | 1  | 1  | 1  | 8    | 55.25  |
| 12 | Tony Miles             | Anglia                    | 2570   | 0 | 0 | ½ | ½ | 0 | ½ | ½ | ½ | ½ | 1  | 1  | -  | ½  | 0  | ½  | 1  | 1  | 8    | 55.00  |
| 13 | Iván Morovic           | Chile                     | 2450   | 0 | 1 | 0 | ½ | ½ | ½ | ½ | ½ | ½ | ½  | 0  | ½  | -  | ½  | 1  | ½  | ½  | 7½   |        |
| 14 | Alonso Zapata          | Kolumbia                  | 2535   | ½ | ½ | ½ | 0 | 0 | 0 | ½ | 0 | 0 | 1  | ½  | 1  | ½  | -  | ½  | ½  | ½  | 6½   | 50.00  |
| 15 | Evgenij Ermenkov       | Bulgária                  | 2515   | 0 | 0 | ½ | ½ | 0 | 1 | 0 | ½ | 1 | ½  | 0  | ½  | 0  | ½  | -  | ½  | 1  | 6½   | 45.75  |
| 16 | Assem Afifi            | Egyiptom                  | 2370   | ½ | 0 | 0 | 0 | 0 | 0 | 0 | 0 | ½ | 0  | 0  | 0  | ½  | ½  | ½  | -  | 1  | 3½   |        |
| 17 | Slaheddine Hmadi       | Tunézia                   | 2285   | 0 | 0 | 0 | 0 | 0 | 0 | 0 | 0 | 0 | 0  | 0  | 0  | ½  | ½  | 0  | 0  | -  | 1    |        |
Juszupov, Beljavszkij és Portisch közvetlenül került a világbajnokjelöltek versenyébe, Csernyin és Gavrikov rájátszása során Csernyin 3,5–2,5 arányban győzött, így negyedikként ő jutott tovább.
|    | Versenyző                | Ország                    | Élő-p. | 1  | 2  | 3  | 4 | 5 | 6 | 7 | 8 | 9 | 10 | 11 | 12 | 13 | 14 | 15 | 16 | Pont | S–B[4] |
| -- | ------------------------ | ------------------------- | ------ | -- | -- | -- | - | - | - | - | - | - | -- | -- | -- | -- | -- | -- | -- | ---- | ------ |
| 1  | Jan Timman               | Hollandia                 | 2650   | -  | ½  | ½  | ½ | 1 | 1 | 1 | 1 | ½ | ½  | 1  | 1  | 1  | 1  | ½  | 1* | 12   |        |
| 2  | Jesus Nogueiras          | Kuba                      | 2545   | ½  | -  | ½  | 1 | ½ | ½ | ½ | 1 | 1 | ½  | ½  | 1  | ½  | ½  | 1  | 1* | 10½  |        |
| 3  | Mihail Tal               | Szovjetunió               | 2565   | ½  | ½  | -  | ½ | ½ | ½ | ½ | ½ | ½ | 1  | ½  | ½  | 1  | 1  | 1  | 1* | 10   |        |
| 4  | Kevin Spraggett          | Kanada                    | 2560   | ½  | 0  | ½  | - | 1 | ½ | ½ | 1 | ½ | ½  | ½  | ½  | ½  | 1  | 1  | ½  | 9    |        |
| 5  | Jon Speelman             | Anglia                    | 2530   | 0  | ½  | ½  | 0 | - | ½ | ½ | 1 | 1 | ½  | 0  | ½  | 1  | ½  | 1  | ½  | 8    |        |
| 6  | Simen Agdestein          | Norvégia                  | 2500   | 0  | ½  | ½  | ½ | ½ | - | ½ | ½ | ½ | ½  | 1  | ½  | 1  | ½  | 0  | ½  | 7½   | 54.00  |
| 7  | Mišo Cebalo              | Jugoszlávia               | 2485   | 0  | ½  | ½  | ½ | ½ | ½ | - | 0 | 0 | 1  | 1  | ½  | 0  | ½  | 1  | 1  | 7½   | 51.75  |
| 8  | Lev Alburt               | Amerikai Egyesült Államok | 2535   | 0  | 0  | ½  | 0 | 0 | ½ | 1 | - | ½ | ½  | ½  | ½  | ½  | 1  | 1  | ½  | 7    |        |
| 9  | Walter Browne            | Amerikai Egyesült Államok | 2530   | ½  | 0  | ½  | ½ | 0 | ½ | 1 | ½ | - | ½  | 1  | ½  | 0  | 0  | ½  | ½  | 6½   | 48.25  |
| 10 | Pintér József            | Magyarország              | 2540   | ½  | ½  | 0  | ½ | ½ | ½ | 0 | ½ | ½ | -  | 0  | ½  | 1  | 0  | 1  | ½  | 6½   | 47.75  |
| 11 | Csi Jin-guan             | Kína                      | 2440   | 0  | ½  | ½  | ½ | 1 | 0 | 0 | ½ | 0 | 1  | -  | 1  | 0  | 0  | ½  | 1  | 6½   | 46.50  |
| 12 | Oleg Romanyisin          | Szovjetunió               | 2570   | 0  | 0  | ½  | ½ | ½ | ½ | ½ | ½ | ½ | ½  | 0  | -  | ½  | 1  | 1  | 0  | 6½   | 45.75  |
| 13 | Marcel Sisniega Campbell | Mexikó                    | 2470   | 0  | ½  | 0  | ½ | 0 | 0 | 1 | ½ | 1 | 0  | 1  | ½  | -  | ½  | 0  | 1* | 6½   | 44.50  |
| 14 | Eduard Prandstetter      | Csehszlovákia             | 2430   | 0  | ½  | 0  | 0 | ½ | ½ | ½ | 0 | 1 | 1  | 1  | 0  | ½  | -  | 0  | ½  | 6    |        |
| 15 | Saeed Ahmed Saeed        | Egyesült Arab Emírségek   | 2400   | ½  | 0  | 0  | 0 | 0 | 1 | 0 | 0 | ½ | 0  | ½  | 0  | 1  | 1  | -  | 1  | 5½   |        |
| 16 | Jurij Balasov            | Szovjetunió               | 2495   | 0* | 0* | 0* | ½ | ½ | ½ | 0 | ½ | ½ | ½  | 0  | 1  | 0* | ½  | 0  | -  | 4½   |        |
Balasov 11 forduló után visszalépett. Mivel a játszmák több mint felét már lejátszotta, eredménye megmaradt, és a további játszmák kontumált (játék nélkül elvesztett) eredményei *-gal vannak jelölve.
|    | Versenyző                 | Ország                    | Élő-p. | 1 | 2 | 3 | 4 | 5 | 6 | 7 | 8 | 9 | 10 | 11 | 12 | 13 | 14 | 15 | 16 | 17 | 18 | Pont | S–B[4] |
| -- | ------------------------- | ------------------------- | ------ | - | - | - | - | - | - | - | - | - | -- | -- | -- | -- | -- | -- | -- | -- | -- | ---- | ------ |
| 1  | Rafael Vaganjan           | Szovjetunió               | 2625   | - | ½ | ½ | 1 | 1 | ½ | ½ | ½ | ½ | ½  | ½  | ½  | 1  | 1  | 1  | 1  | 1  | 1  | 12½  |        |
| 2  | Yasser Seirawan           | Amerikai Egyesült Államok | 2570   | ½ | - | ½ | ½ | ½ | ½ | 0 | ½ | ½ | ½  | 1  | 1  | 1  | ½  | 1  | 1  | 1  | 1  | 11½  |        |
| 3  | Andrej Szokolov           | Szovjetunió               | 2555   | ½ | ½ | - | ½ | 0 | ½ | ½ | ½ | ½ | ½  | 1  | ½  | 1  | ½  | 1  | 1  | 1  | 1  | 11   |        |
| 4  | Nigel Short               | Anglia                    | 2575   | 0 | ½ | ½ | - | 1 | 1 | 0 | ½ | ½ | 1  | ½  | ½  | 1  | 1  | ½  | ½  | ½  | 1  | 10½  | 83.75  |
| 5  | John van der Wiel         | Hollandia                 | 2520   | 0 | ½ | 1 | 0 | - | 0 | 1 | ½ | ½ | ½  | 1  | 1  | 1  | ½  | 1  | ½  | ½  | 1  | 10½  | 81.25  |
| 6  | Eugenio Torre             | Fülöp-szigetek            | 2535   | ½ | ½ | ½ | 0 | 1 | - | ½ | 0 | ½ | ½  | 0  | 1  | 1  | 1  | 1  | ½  | 1  | 1  | 10½  | 80.50  |
| 7  | Lev Polugajevszkij        | Szovjetunió               | 2600   | ½ | 1 | ½ | 1 | 0 | ½ | - | 1 | ½ | 1  | 0  | ½  | 0  | ½  | 0  | ½  | 1  | 1  | 9½   | 79.00  |
| 8  | Ljubomir Ljubojević       | Jugoszlávia               | 2615   | ½ | ½ | ½ | ½ | ½ | 1 | 0 | - | ½ | 1  | ½  | ½  | ½  | ½  | ½  | ½  | 1  | ½  | 9½   | 78.25  |
| 9  | Ulf Andersson             | Svédország                | 2590   | ½ | ½ | ½ | ½ | ½ | ½ | ½ | ½ | - | ½  | ½  | ½  | ½  | ½  | 1  | ½  | 1  | ½  | 9½   | 77.00  |
| 10 | Amador Rodriguez Céspedes | Kuba                      | 2505   | ½ | ½ | ½ | 0 | ½ | ½ | 0 | 0 | ½ | -  | ½  | 1  | 1  | ½  | 0  | ½  | ½  | 1  | 8    | 63.75  |
| 11 | Sax Gyula                 | Magyarország              | 2535   | ½ | 0 | 0 | ½ | 0 | 1 | 1 | ½ | ½ | ½  | -  | 0  | 0  | 1  | 0  | ½  | 1  | 1  | 8    | 62.50  |
| 12 | Vlastimil Jansa           | Csehszlovákia             | 2480   | ½ | 0 | ½ | ½ | 0 | 0 | ½ | ½ | ½ | 0  | 1  | -  | 1  | ½  | 0  | 0  | 1  | 1  | 7½   | 57.75  |
| 13 | Miguel Quinteros          | Argentína                 | 2525   | 0 | 0 | 0 | 0 | 0 | 0 | 1 | ½ | ½ | 0  | 1  | 0  | -  | 1  | 1  | 1  | 1  | ½  | 7½   | 52.25  |
| 14 | Margeir Petursson         | Izland                    | 2550   | 0 | ½ | ½ | 0 | ½ | 0 | ½ | ½ | ½ | ½  | 0  | ½  | 0  | -  | 1  | 1  | ½  | ½  | 7    |        |
| 15 | Lev Gutman                | Izrael                    | 2485   | 0 | 0 | 0 | ½ | 0 | 0 | 1 | ½ | 0 | 1  | 1  | 1  | 0  | 0  | -  | 1  | ½  | 0  | 6½   |        |
| 16 | Li Zun-jan                | Kína                      | 2465   | 0 | 0 | 0 | ½ | ½ | ½ | ½ | ½ | ½ | ½  | ½  | 1  | 0  | 0  | 0  | -  | ½  | ½  | 6    |        |
| 17 | Charles Partos            | Svájc                     | 2425   | 0 | 0 | 0 | ½ | ½ | 0 | 0 | 0 | 0 | ½  | 0  | 0  | 0  | ½  | ½  | ½  | -  | 1  | 4    |        |
| 18 | Angel Martin-Gonzalez     | Spanyolország             | 2430   | 0 | 0 | 0 | 0 | 0 | 0 | 0 | ½ | ½ | 0  | 0  | 0  | ½  | ½  | 1  | ½  | 0  | -  | 3½   |        |
A 4–6. helyen holtversenyben végzett Short, van der Wiel és Torre rájátszása során Short és van der Wiel 3,5 pontot szerzett, míg Torre 2 ponttal végzett. Az alapversenyen elért jobb Sonneborn–Berger-számítás szerinti pontérték alapján Short jutott tovább.
A továbbjutástól elesett legmagasabban helyezett versenyzők rájátszást játszottak az első tartalék helyéért. Ebből a rájátszásból Speelman került ki győztesen 4,5 ponttal a 4 pontot szerző Gavrikov és a 3,5 pontot szerző van der Wiel előtt. A tartalék játékára végül nem került sor.

### A világbajnokjelöltek versenye
A zónaközi versenyekből továbbjutott 12 versenyző kiegészült az előző világbajnokjelölti verseny 2–4. helyén végzett három versenyzővel Vaszilij Szmiszlovval, Viktor Korcsnojjal és a magyar Ribli Zoltánnal, valamint az exvilágbajnok Borisz Szpasszkijjal, aki a verseny szervezőinek szabadkártyájával indulhatott.
A 16 játékos először körmérkőzést vívott egymással, majd az első négy helyezett kieséses rendszerű párosmérkőzésen döntötte el az első hely sorsát. A győztesnek az 1986-os sakkvilágbajnoki döntő vesztesével, Anatolij Karpovval kellett még megmérkőznie a világbajnok Garri Kaszparov kihívásának jogáért.
|    | Versenyző              | Ország                    | Élő-p. | 1 | 2 | 3 | 4 | 5 | 6 | 7 | 8 | 9 | 10 | 11 | 12 | 13 | 14 | 15 | 16 | Pont | S–B[4] |
| -- | ---------------------- | ------------------------- | ------ | - | - | - | - | - | - | - | - | - | -- | -- | -- | -- | -- | -- | -- | ---- | ------ |
| 1  | Artur Juszupov         | Szovjetunió               | 2600   | - | 0 | 1 | ½ | ½ | 1 | ½ | ½ | ½ | ½  | ½  | ½  | ½  | 1  | 1  | ½  | 9    | 65.75  |
| 2  | Rafael Vaganjan        | Szovjetunió               | 2625   | 1 | - | ½ | 0 | ½ | 0 | ½ | ½ | ½ | ½  | ½  | 1  | 1  | ½  | 1  | 1  | 9    | 64.00  |
| 3  | Andrej Szokolov        | Szovjetunió               | 2555   | 0 | ½ | - | ½ | ½ | 0 | ½ | 1 | ½ | ½  | ½  | 1  | 1  | 1  | ½  | 1  | 9    | 63.25  |
| 4  | Jan Timman             | Hollandia                 | 2640   | ½ | 1 | ½ | - | ½ | 1 | ½ | ½ | ½ | 1  | 1  | 0  | ½  | ½  | ½  | 0  | 8½   | 65.25  |
| 5  | Mihail Tal             | Szovjetunió               | 2565   | ½ | ½ | ½ | ½ | - | ½ | ½ | ½ | 1 | 0  | ½  | ½  | 1  | 1  | ½  | ½  | 8½   | 62.50  |
| 6  | Borisz Szpasszkij      | Franciaország             | 2590   | 0 | 1 | 1 | 0 | ½ | - | ½ | ½ | ½ | 1  | ½  | ½  | ½  | ½  | 1  | 0  | 8    | 60.25  |
| 7  | Alekszandr Beljavszkij | Szovjetunió               | 2640   | ½ | ½ | ½ | ½ | ½ | ½ | - | 0 | ½ | ½  | 1  | ½  | ½  | ½  | ½  | 1  | 8    | 58.25  |
| 8  | Vaszilij Szmiszlov     | Szovjetunió               | 2595   | ½ | ½ | 0 | ½ | ½ | ½ | 1 | - | ½ | ½  | ½  | ½  | ½  | ½  | 0  | 1  | 7½   | 55.25  |
| 9  | Alekszandr Csernyin    | Szovjetunió               | 2560   | ½ | ½ | ½ | ½ | 0 | ½ | ½ | ½ | - | ½  | ½  | ½  | ½  | ½  | ½  | 1  | 7½   | 54.50  |
| 10 | Yasser Seirawan        | Amerikai Egyesült Államok | 2570   | ½ | ½ | ½ | 0 | 1 | 0 | ½ | ½ | ½ | -  | 1  | ½  | 0  | ½  | ½  | ½  | 7    | 52.75  |
| 11 | Nigel Short            | Anglia                    | 2575   | ½ | ½ | ½ | 0 | ½ | ½ | 0 | ½ | ½ | 0  | -  | 1  | ½  | 1  | ½  | ½  | 7    | 51.50  |
| 12 | Portisch Lajos         | Magyarország              | 2625   | ½ | 0 | 0 | 1 | ½ | ½ | ½ | ½ | ½ | ½  | 0  | -  | 1  | 0  | ½  | 1  | 7    | 50.75  |
| 13 | Viktor Korcsnoj        | Svájc                     | 2630   | ½ | 0 | 0 | ½ | 0 | ½ | ½ | ½ | ½ | 1  | ½  | 0  | -  | ½  | 1  | ½  | 6½   | 46.50  |
| 14 | Ribli Zoltán           | Magyarország              | 2605   | 0 | ½ | 0 | ½ | 0 | ½ | ½ | ½ | ½ | ½  | 0  | 1  | ½  | -  | 1  | ½  | 6½   | 46.50  |
| 15 | Jesus Nogueiras        | Kuba                      | 2545   | 0 | 0 | ½ | ½ | ½ | 0 | ½ | 1 | ½ | ½  | ½  | ½  | 0  | 0  | -  | 1  | 6    |        |
| 16 | Kevin Spraggett        | Kanada                    | 2550   | ½ | 0 | 0 | 1 | ½ | 1 | 0 | 0 | 0 | ½  | ½  | 0  | ½  | ½  | 0  | -  | 5    |        |
|  | Elődöntők                 | Elődöntők       | Elődöntők      |    |                 | Döntő                   | Döntő | Döntő |
|  |                           |                 |                |    |                 |                         |       |       |
|  | Minszk, 1986. január      |                 |                |    |                 |                         |       |       |
|  | Rafael Vaganjan           | Rafael Vaganjan | 2              |    |                 |                         |       |       |
|  | Andrej Szokolov           | Andrej Szokolov | 6              |    |                 |                         |       |       |
|  |                           |                 |                |    |                 |                         |       |       |
|  |                           |                 |                |    |                 | Riga, 1986. szept.-okt. |       |       |
|  |                           |                 |                |    | Andrej Szokolov | Andrej Szokolov         | 7½    |       |
|  |                           | Artur Juszupov  | Artur Juszupov | 6½ |                 |                         |       |       |
|  |                           |                 |                |    |                 |                         |       |       |
|  |                           |                 |                |    |                 |                         |       |       |
|  |                           |                 |                |    |                 |                         |       |       |
|  | Tilburg, 1986. jan.-febr. |                 |                |    |                 |                         |       |       |
|  | Artur Juszupov            | Artur Juszupov  | 6              |    |                 |                         |       |       |
|  | Jan Timman                | Jan Timman      | 3              |    |                 |                         |       |       |

| Versenyző       | Ország      | 1 | 2 | 3 | 4 | 5 | 6 | 7 | 8 | 9 | 10 | 11 | Pont |
| --------------- | ----------- | - | - | - | - | - | - | - | - | - | -- | -- | ---- |
| Andrej Szokolov | Szovjetunió | ½ | 0 | ½ | ½ | ½ | 0 | ½ | ½ | ½ | 0  | 0  | 3½   |
| Anatolij Karpov | Szovjetunió | ½ | 1 | ½ | ½ | ½ | 1 | ½ | ½ | ½ | 1  | 1  | 7½   |
Ezzel a győzelmével Karpov megszerezte a jogot, hogy negyedszer is megmérkőzzön Garri Kaszparovval a világbajnoki címért.

## A világbajnoki döntő
A világbajnoki döntő párosmérkőzésre Garri Kaszparov és Anatolij Karpov között 1987. október 12. – december 19. között került sor a spanyolországi Sevillában.

### A versenyzők
A két versenyző 1984, 1985 és 1986 után negyedszer mérkőzött meg egymással a világbajnoki címért.
A hivatalos FIDE-világranglista élén az előző világbajnoki döntő megnyerése óta Kaszparov állt, az 1987. júliustól érvényes lista szerint 2740 ponttal, mögötte Karpov következett 2705 ponttal. A Chessmetrics pontszámítása szerint Kaszparov már 1985. februártól vezette a ranglistát, 1987. októberben 2847 pontja volt, mögötte Karpov állt 2814 ponttal.
A két világbajnoki döntő között 1986-ban Kaszparov kiváló játékkal három aranyérmet nyert az 1. táblán játszva a dubaji sakkolimpián, és decemberben két pont előnnyel nyerte riválisai előtt a Brüsszelben rendezett OHRA nagymesterversenyt. 1987-ben hat svájci versenyző ellen vívott felkészülési mérkőzést, amelyen a hat játszmából 5,5 pontot szerzett. 1987. áprilisban 1 pont előnnyel Karpov előtt (Ljubojeviccsel holtversenyben) megnyerte a brüsszeli erős nagymesterversenyt. Itt egymással döntetlent játszottak.
Karpov ugyanakkor 1986-ban Tilburgban csak harmadik lett Beljavszkij és Ljubojevics mögött az erős nagymesterversenyen, a 2. táblán csak a 12. egyéni eredményt érte el a dubaji sakkolimpián. 1987-ben Kaszparov és Ljubojevic mögött csak a harmadik helyen végzett Brüsszelben, de májusban Amszterdamban már javuló játékkal holtversenyben az élen végzett Timmannal az Euwe-emlékversenyen, és a júniusban Bilbaóban rendezett nagymesterversenyen már egyedüli elsőként végzett.

### A párosmérkőzés lefolyása
A 2. játszmában Karpov szép játékkal szerezte meg a vezetést, amelyet Kaszparov a 4. játszmában kiegyenlített, de rögtön a következő, 5. játszmában ismét Karpov győzött. Kaszparov a 8. játszmában egyenlített ki, és a 11. játszmában a vezetést is megszerezte, és félidőben 6,5–5,5 arányban vezetett. Karpov a 16. játszmában kiegyenlített, és az utolsó előtti, 23. játszmában elért győzelmével, a 12–11-es vezetéssel karnyújtásnyira került a világbajnoki cím megszerzésétől. Az utolsó játszmában azonban Kaszparov brillírozott, és győzelmével kiegyenlített, ami azt jelentette, hogy megvédte világbajnoki címét.

### A játszmánkénti eredmények
|                 | Élő-p. | 1 | 2 | 3 | 4 | 5 | 6 | 7 | 8 | 9 | 10 | 11 | 12 | 13 | 14 | 15 | 16 | 17 | 18 | 19 | 20 | 21 | 22 | 23 | 24 | Pont |
| --------------- | ------ | - | - | - | - | - | - | - | - | - | -- | -- | -- | -- | -- | -- | -- | -- | -- | -- | -- | -- | -- | -- | -- | ---- |
| Garri Kaszparov | 2740   | ½ | 0 | ½ | 1 | 0 | ½ | ½ | 1 | ½ | ½  | 1  | ½  | ½  | ½  | ½  | 0  | ½  | ½  | ½  | ½  | ½  | ½  | 0  | 1  | 12   |
| Anatolij Karpov | 2700   | ½ | 1 | ½ | 0 | 1 | ½ | ½ | 0 | ½ | ½  | 0  | ½  | ½  | ½  | ½  | 1  | ½  | ½  | ½  | ½  | ½  | ½  | 1  | 0  | 12   |

### A mérkőzés játszmái
A mérkőzés összes játszmája megtalálható a Chessgames honlapján. A döntéssel végződött játszmák:
2. játszma Kaszparov–Karpov 0–1 32 lépés
|    | |    |    |    |    |    |    |
|    | \| \| \| \| \| \| \| \| \| \| \| \| \| \| \| \| \| \| \| \| \| \| \| \| \| \| \| \| \| \| \| \| \| \| \| \| \| \| \| \| \| \| \| \| \| \| \| \| \| \| \| \| \| \| \| \| \| \| \| \| \| \| \| \| \| \| \| \| \| \| \| \| |    |    |    |    |    |    |
|    | |    |    |    |    |    |    |
| a8 | b8 | c8 | d8 | e8 | f8 | g8 | h8 |
| a7 | b7 | c7 | d7 | e7 | f7 | g7 | h7 |
| a6 | b6 | c6 | d6 | e6 | f6 | g6 | h6 |
| a5 | b5 | c5 | d5 | e5 | f5 | g5 | h5 |
| a4 | b4 | c4 | d4 | e4 | f4 | g4 | h4 |
| a3 | b3 | c3 | d3 | e3 | f3 | g3 | h3 |
| a2 | b2 | c2 | d2 | e2 | f2 | g2 | h2 |
| a1 | b1 | c1 | d1 | e1 | f1 | g1 | h1 |

| a8 | b8 | c8 | d8 | e8 | f8 | g8 | h8 |
| a7 | b7 | c7 | d7 | e7 | f7 | g7 | h7 |
| a6 | b6 | c6 | d6 | e6 | f6 | g6 | h6 |
| a5 | b5 | c5 | d5 | e5 | f5 | g5 | h5 |
| a4 | b4 | c4 | d4 | e4 | f4 | g4 | h4 |
| a3 | b3 | c3 | d3 | e3 | f3 | g3 | h3 |
| a2 | b2 | c2 | d2 | e2 | f2 | g2 | h2 |
| a1 | b1 | c1 | d1 | e1 | f1 | g1 | h1 |

Angol megnyitás, négyhuszáros változat ECO A29
1.c4 e5 2.Hc3 Hf6 3.Hf3 Hc6 4.g3 Fb4 5.Fg2 O-O 6.O-O e4 7.Hg5 Fxc3 8.bxc3 Be8 9.f3 e3 10.d3 d5 11.Vb3 Ha5 12.Va3 c6 13.cxd5 cxd5 14.f4 Hc6 15.Bb1 Vc7 16.Fb2 Fg4 17.c4 dxc4 18.Fxf6 gxf6 19.He4 Kg7 20.dxc4 Bad8 21.Bb3 Hd4 22.Bxe3 Vxc4 23.Kh1 Hf5 24.Bd3 Fxe2 25.Bxd8 Bxd8 26.Be1 Be8 27.Va5 b5 28.Hd2 Vd3 29.Hb3 (diagram) Ff3 (Most 30. Bxe8 nem megy Vf1 matt miatt) 30.Fxf3 Vxf3+ 31.Kg1 Bxe1+ 32.Vxe1 He3 világos feladta, mert az f1-en és g2-n fenyegető mattokat védő 33. Vf2-re Vd1+ után matt következik. 0-1
4. játszma Kaszparov–Karpov 1–0 45 lépés
Angol megnyitás, négyhuszáros változat ECO A29
1.c4 Hf6 2.Hc3 e5 3.Hf3 Hc6 4.g3 Fb4 5.Fg2 O-O 6.O-O e4 7.Hg5 Fxc3 8.bxc3 Be8 9.f3 exf3 10.Hxf3 Ve7 11.e3 He5 12.Hd4 Hd3 13.Ve2 Hxc1 14.Baxc1 d6 15.Bf4 c6 16.Bcf1 Ve5 17.Vd3 Fd7 18.Hf5 Fxf5 19.Bxf5 Ve6 20.Vd4 Be7 21.Vh4 Hd7 22.Fh3 Hf8 23.B5f3 Ve5 24.d4 Ve4 25.Vxe4 Bxe4 26.Bxf7 Bxe3 27.d5 Bae8 28.Bxb7 cxd5 29.cxd5 B3e7 30.Bfb1 h5 31.a4 g5 32.Ff5 Kg7 33.a5 Kf6 34.Fd3 Bxb7 35.Bxb7 Be3 36.Fb5 Bxc3 37.Bxa7 Hg6 38.Bd7 He5 39.Bxd6+ Kf5 40.a6 Ba3 41.Bd8 Ba2 42.Bf8+ Ke4 43.d6 Hf3+ 44.Bxf3 Kxf3 45.Fc6+ 1-0
5. játszma Karpov–Kaszparov 1–0 38 lépés
Grünfeld-védelem, sevillai változat ECO D87
1.d4 Hf6 2.c4 g6 3.Hc3 d5 4.cxd5 Hxd5 5.e4 Hxc3 6.bxc3 Fg7 7.Fc4 c5 8.He2 Hc6 9.Fe3 O-O 10.O-O Fg4 11.f3 Ha5 12.Fxf7+ Bxf7 13.fxg4 Bxf1+ 14.Kxf1 Vd6 15.e5 Vd5 16.Ff2 Bf8 17.Kg1 Fh6 18.h4 Vf7 19.Fg3 Fe3+ 20.Kh2 Vc4 21.Bb1 b6 22.Bb2 Vd5 23.Vd3 Hc4 24.Bb1 b5 25.Kh3 a6 26.Hg1 cxd4 27.Hf3 Bd8 28.a4 dxc3 29.Vxc3 Ve6 30.Kh2 bxa4 31.Bb4 Hd2 32.Bxa4 Hf1+ 33.Kh3 Bd1 34.Vc2 Bc1 35.Ve2 h5 36.Fe1 Vd7 37.Vxa6 Ba1 38.Vxg6+ 1-0
8. játszma Kaszparov–Karpov 1–0 50 lépés
Angol megnyitás, fordított szicíliai ECO A21
1.c4 e5 2.Hc3 d6 3.g3 c5 4.Fg2 Hc6 5.a3 g6 6.b4 Fg7 7.Bb1 Hge7 8.e3 O-O 9.d3 Bb8 10.Hge2 Fe6 11.b5 Ha5 12.Fd2 b6 13.O-O Hb7 14.e4 Kh8 15.Vc1 f5 16.Fg5 Ve8 17.Fxe7 Vxe7 18.exf5 Fxf5 19.Hd5 Vd7 20.Vd2 Ha5 21.Hec3 Bbe8 22.He4 Hb7 23.a4 Ha5 24.h4 Hb7 25.Kh2 Bb8 26.Ba1 Ha5 27.Ba3 Bf7 28.Vc3 Bd8 29.Ba2 Fh6 30.Hg5 Bff8 31.Be2 Fg7 32.Vc2 Bde8 33.He3 Fh6 34.Fd5 Fg7 35.Vd1 h6 36.He4 Vd8 37.Ba2 Fc8 38.Hc3 h5 39.Fe4 Be6 40.Hcd5 Fh6 41.Hg2 Kg7 42.f4 exf4 43.Hgxf4 Be5 44.Hxg6 Bxf1 45.Vxf1 Bxe4 46.dxe4 Kxg6 47.Bf2 Ve8 48.e5 dxe5 49.Bf6+ Kg7 50.Bd6 1-0
11. játszma Karpov–Kaszparov 0–1 50 lépés
Grünfeld-védelem, sevillai változat ECO D87
1.d4 Hf6 2.c4 g6 3.Hc3 d5 4.cxd5 Hxd5 5.e4 Hxc3 6.bxc3 Fg7 7.Fc4 c5 8.He2 Hc6 9.Fe3 O-O 10.O-O Fg4 11.f3 Ha5 12.Fxf7+ Bxf7 13.fxg4 Bxf1+ 14.Kxf1 Vd6 15.Kg1 Ve6 16.Vd3 Vc4 17.Vxc4+ Hxc4 18.Ff2 cxd4 19.cxd4 e5 20.d5 Fh6 21.h4 Fd2 22.Bd1 Fa5 23.Bc1 b5 24.Bc2 Hd6 25.Hg3 Hc4 26.Hf1 Hd6 27.Hg3 Hc4 28.g5 Kf7 29.Hf1 Hd6 30.Hg3 Hc4 31.Kf1 Ke7 32.Fc5+ Kf7 33.Bf2+ Kg7 34.Bf6 Fb6 35.Bc6 Ha5 36.Fxb6 Hxc6 37.Fc7 Bf8+ 38.Ke2 Bf7 39.Fd6 Bd7 40.Fc5 Ha5 41.Hf1 Bc7 42.Fd6 Bc2+ 43.Kd3 Bxa2 44.He3 Kf7 45.Hg4 Hc4 46.Hxe5+ Hxe5+ 47.Fxe5 b4 48.Ff6 b3 49.e5 Bxg2 50.e6 Kf8 0-1
16. játszma Kaszparov–Karpov 0–1 41 lépés
Angol megnyitás, négyhuszáros változat ECO A29
1.c4 e5 2.Hc3 Hf6 3.Hf3 Hc6 4.g3 Fb4 5.Fg2 O-O 6.O-O Be8 7.d3 Fxc3 8.bxc3 e4 9.Hd4 h6 10.dxe4 Hxe4 11.Vc2 d5 12.cxd5 Vxd5 13.e3 Ha5 14.f3 Hd6 15.e4 Vc5 16.Fe3 Hdc4 17.Ff2 Ve7 18.Bad1 Fd7 19.f4 Bad8 20.e5 Fg4 21.Hf5 Ve6 22.Bxd8 Bxd8 23.Hd4 Vc8 24.f5 c5 25.Ve4 cxd4 26.Vxg4 Hxe5 27.Ve2 Hec6 28.cxd4 Hxd4 29.Fxd4 Bxd4 30.f6 Ve6 31.Vb2 Ve3+ 32.Kh1 b6 33.fxg7 Hc4 34.Vc2 Kxg7 35.Fd5 Hd6 36.Vb2 Ve5 37.Fb3 a5 38.Vf2 f5 39.Vb2 b5 40.a3 Kg6 41.Vf2 0-1
23. játszma Karpov–Kaszparov 1–0 57 lépés
Angol megnyitás, szimmetrikus háromhuszáros változat ECO A34
1.c4 c5 2.Hf3 Hf6 3.Hc3 d5 4.cxd5 Hxd5 5.d4 Hxc3 6.bxc3 g6 7.e3 Fg7 8.Fd3 O-O 9.O-O Vc7 10.Bb1 b6 11.Ve2 Bd8 12.Fe4 Fa6 13.c4 Hc6 14.d5 f5 15.Fd3 e5 16.e4 Hd4 17.Hxd4 cxd4 18.Fg5 Bf8 19.Bfc1 Bac8 20.Fd2 Bf7 21.a4 fxe4 22.Vxe4 Bcf8 23.f3 Fc8 24.a5 Ff5 25.Ve2 Be8 26.Fe4 Ff8 27.Vd3 Fc5 28.Ba1 Vd7 29.Be1 Vc8 30.Kh1 Bc7 31.Bab1 Kg7 32.Bec1 Fxe4 33.fxe4 Bf7 34.Vg3 bxa5 35.Fxa5 Bf4 36.Be1 Va6 37.Fd2 Bf7 38.Vd3 Bef8 39.h3 Bf2 40.Ba1 Vf6 41.Bg1 h5 42.Ba5 Ve7 43.Bb1 h4 44.Ba6 B8f7 45.Bc6 Vf8 46.Bg1 Fe7 47.Be6 Kh7 48.Fe1 Bf1 49.Fd2 Fc5 50.Bc6 B7f3 51.gxf3 Bxf3 52.Bc7+ Kh8 53.Fh6 Bxd3 54.Fxf8 Bxh3+ 55.Kg2 Bg3+ 56.Kh2 Bxg1 57.Fxc5 d3 1-0
24. játszma Kaszparov–Karpov 1–0 64 lépés
Angol megnyitás, katalán védelem ECO A13
1.c4 e6 2.Hf3 Hf6 3.g3 d5 4.b3 Fe7 5.Fg2 O-O 6.O-O b6 7.Fb2 Fb7 8.e3 Hbd7 9.Hc3 He4 10.He2 a5 11.d3 Ff6 12.Vc2 Fxb2 13.Vxb2 Hd6 14.cxd5 Fxd5 15.d4 c5 16.Bfd1 Bc8 17.Hf4 Fxf3 18.Fxf3 Ve7 19.Bac1 Bfd8 20.dxc5 Hxc5 21.b4 axb4 22.Vxb4 Va7 23.a3 Hf5 24.Bb1 Bxd1+ 25.Bxd1 Vc7 26.Hd3 h6 27.Bc1 He7 28.Vb5 Hf5 29.a4 Hd6 30.Vb1 Va7 31.He5 Hxa4 32.Bxc8+ Hxc8 33.Vd1 He7 34.Vd8+ Kh7 35.Hxf7 Hg6 36.Ve8 Ve7 37.Vxa4 Vxf7 38.Fe4 Kg8 39.Vb5 Hf8 40.Vxb6 Vf6 41.Vb5 Ve7 42.Kg2 g6 43.Va5 Vg7 44.Vc5 Vf7 45.h4 h5 46.Vc6 Ve7 47.Fd3 Vf7 48.Vd6 Kg7 49.e4 Kg8 50.Fc4 Kg7 51.Ve5+ Kg8 52.Vd6 Kg7 53.Fb5 Kg8 54.Fc6 Va7 55.Vb4 Vc7 56.Vb7 Vd8 57.e5 Va5 58.Fe8 Vc5 59.Vf7+ Kh8 60.Fa4 Vd5+ 61.Kh2 Vc5 62.Fb3 Vc8 63.Fd1 Vc5 64.Kg2 1-0